# PP-90折疊式衝鋒槍
PP-90（俄語：ПП-90，意為：1990年型衝鋒槍）是一款由俄罗斯圖拉KBP儀器設計廠在1990年代早期為俄羅斯內務部（英語：Ministry of Internal Affairs，簡稱：MVD）特種部隊而研製和生產的摺疊式冲锋枪。它是專為近身距離作戰，特別是需要在不尋常的情況下迅速部署武器交戰而设计。該槍發射9×18毫米馬卡洛夫口徑手枪子彈，包括俄罗斯所研製的PM和PBM兩種子彈。

## 歷史
PP-90是在1990年代早期由俄罗斯圖拉KBP儀器設計廠接受俄羅斯內務部特種部隊的委託而研製。該槍的原型是美国Ares FMG衝鋒槍。

## 設計
PP-90是一款純全自動武器，採用直接反沖作用工作原理，發射9×18毫米馬卡洛夫手槍子彈。該武器蘊藏著與美國公司戰神研製的9毫米戰神FMG衝鋒槍相似的設計概念。
PP-90由以下主要組件組成：機匣內部容納的槍管、槍栓（主體和反沖機構）、手動保險、射擊選擇桿和手槍握把連彈匣插槽的支撐組件以及肩托。當處於攜帶摺疊位置（槍栓在前方及閉鎖位置）的時候，手槍握把和彈匣會被折疊到槍管線與膛孔軸線下方，並且由折疊的槍托體所覆蓋。該武器在折疊狀態時呈長方形狀，其尺寸為270×90×32毫米（11.02×3.54×1.26英吋），而且沒有任何顯眼的外部件，方便提高隱蔽性。要使該武器準備進行實彈射擊，射手需要將槍托體樞轉展開（同時手槍握把連彈匣、扳機和扳機護圈亦要完成展開），解脫保險並且讓槍栓主體完成待擊。PP-90可在3—4秒內從摺疊狀態展開為發射狀態。槍栓主體的拉機柄就安裝在機匣的後部，並且安裝在槍托的下方。
在設計階段，廠商就把重點放在操作該武器時的安全性。該槍的保險令武器在折疊位置或當槍托沒有完全展開時是不可能使用的。PP-90還具有一個手動操作的保險和射擊選擇桿。保險開關就安裝在機匣殼體的左側，具有兩個設置：頂部的“Ｐ”為保險位置，底部的“Ｏ”為全自動射擊模式。在“保險”設置時，它會以機械方式確保槍栓鎖上不能使用。武器的內部機構具有「防跌落保險」（英語：Drop Safety），有助防止武器在膛室處於上膛狀態時因跌落而走火。
PP-90是從一個可拆卸的30發盒狀彈匣供彈，其安裝位置為手槍握把裡面中空的插槽。彈匣扣／釋放按鈕位於手槍握把下方的內部。
為了實現瞄準射擊，PP-90採用了翻轉式機械瞄具（缺口式照門和柱狀準星），向下折疊時與機匣外殼的上頂蓋平齊。該武器可以配備LP-92雷射瞄準器。螺紋槍管使其還可以裝上一個消聲器。
該槍與備用彈匣和清潔用毛刷都可放入皮套內攜帶，而且可以緊扣在戰鬥腰帶組或肩膀索具裝置上。該武器亦可裝上槍背帶。
PP-90和PP-90M都曾在內務部服役，但並不流行，原因是這些武器機械力學強度低、波動性過強、需時進入發射狀態和人體工學設計極為差劣。

## 衍生型

### PP-92
PP-92（俄語：ПП-92）是PP-90的9×19毫米帕拉貝倫口徑版本。

### PP-90M
PP-90M（俄語：ПП-90М）是PP-90的可選擇射擊模式（單發和連發射擊）版本。

## 使用國
- ：最初由第一類安全性軍事化部門（企業開採、提煉及貴重金屬加工）[3]和財政警察[4]所採用。至2003年9月時證實至少購買了880把。目前該批PP-90被轉交到國防部使用。[5]
- 俄羅斯
  - 俄罗斯联邦内务部
  - 聯邦警衛局
  - 聯邦安全局

## 圖集

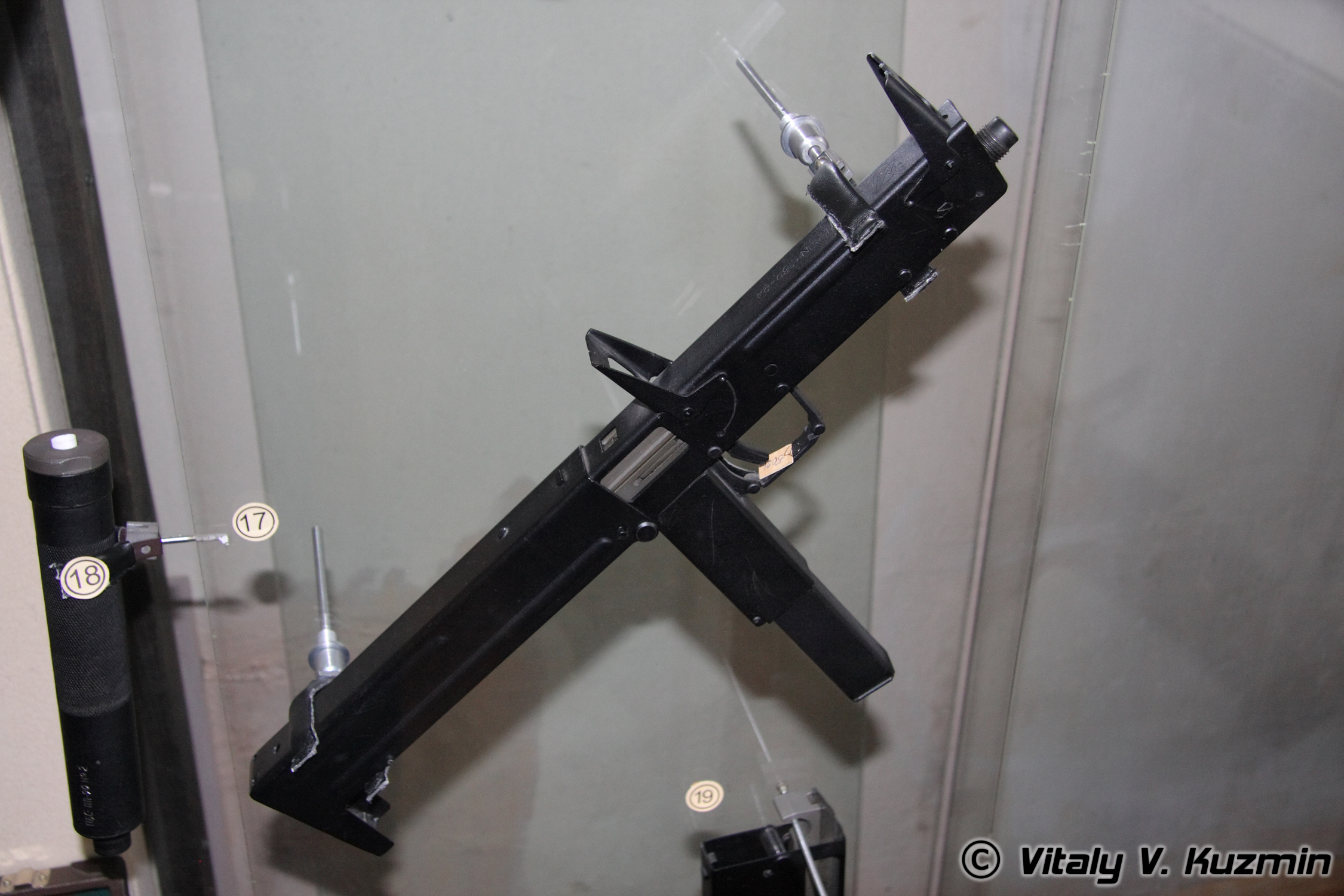
圖拉武器州立博物館中的PP-90
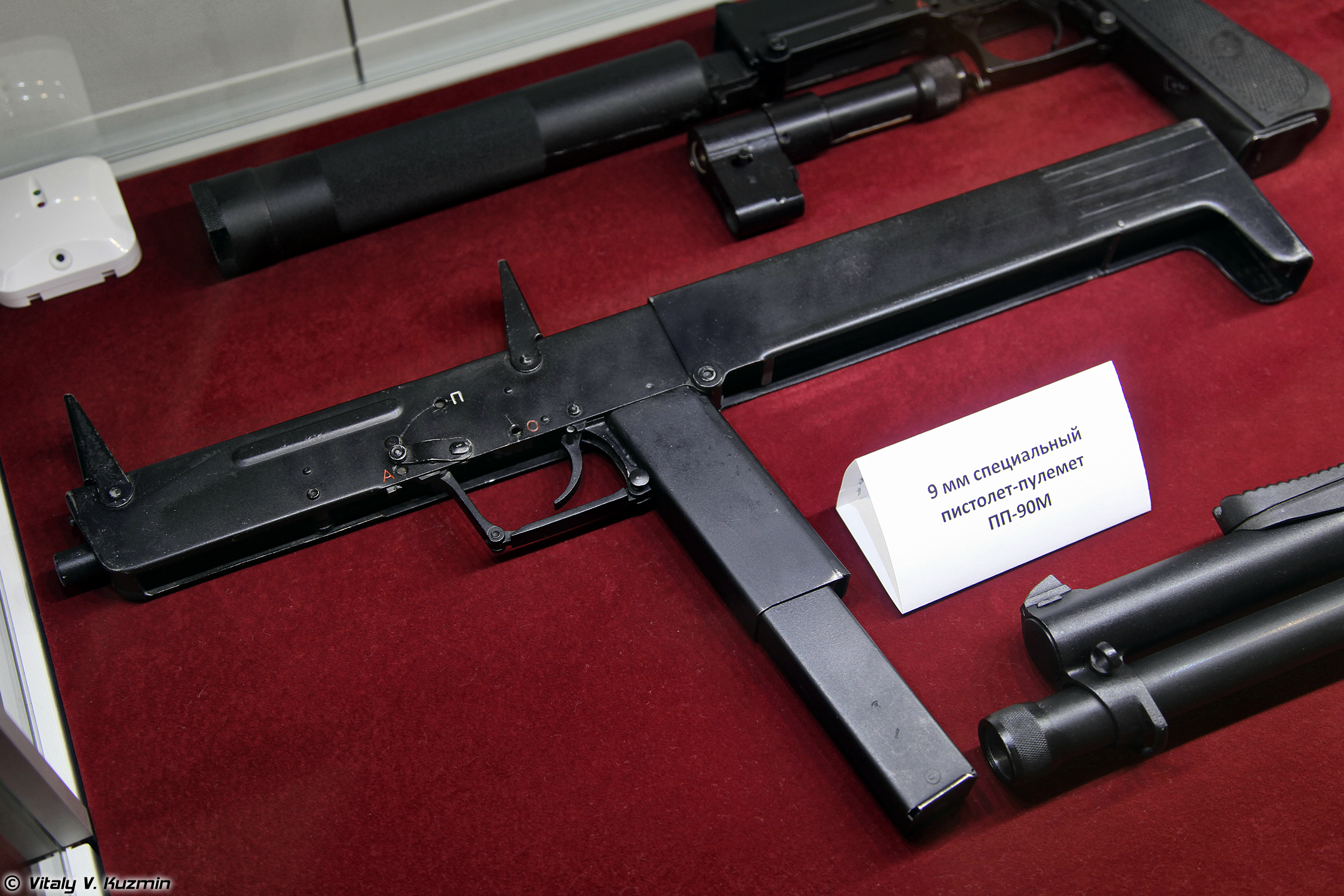
圖拉武器州立博物館中的PP-90M
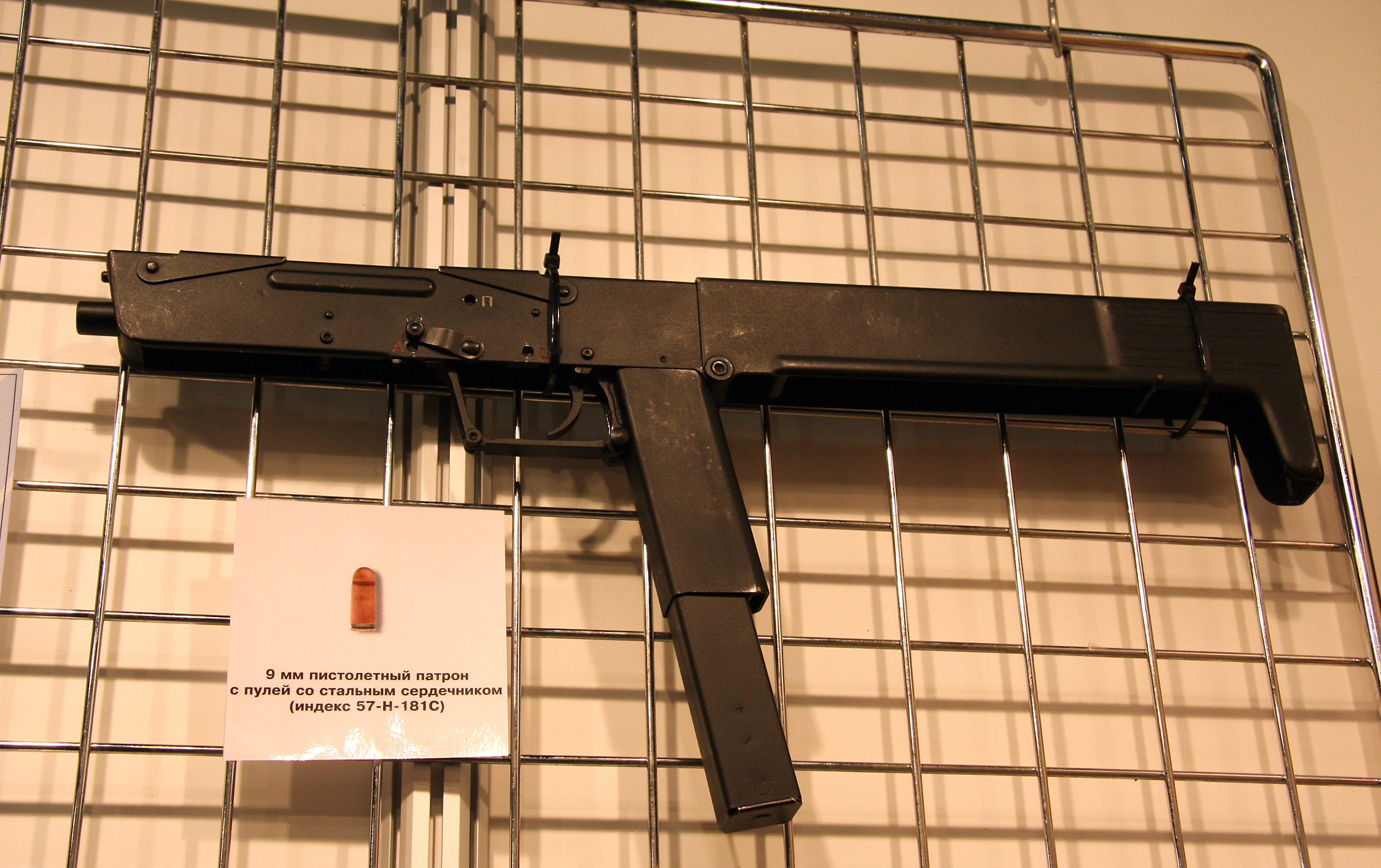
2009年俄羅斯國際軍警安防設備展（Interpolitex 2009）上展出的PP-90M
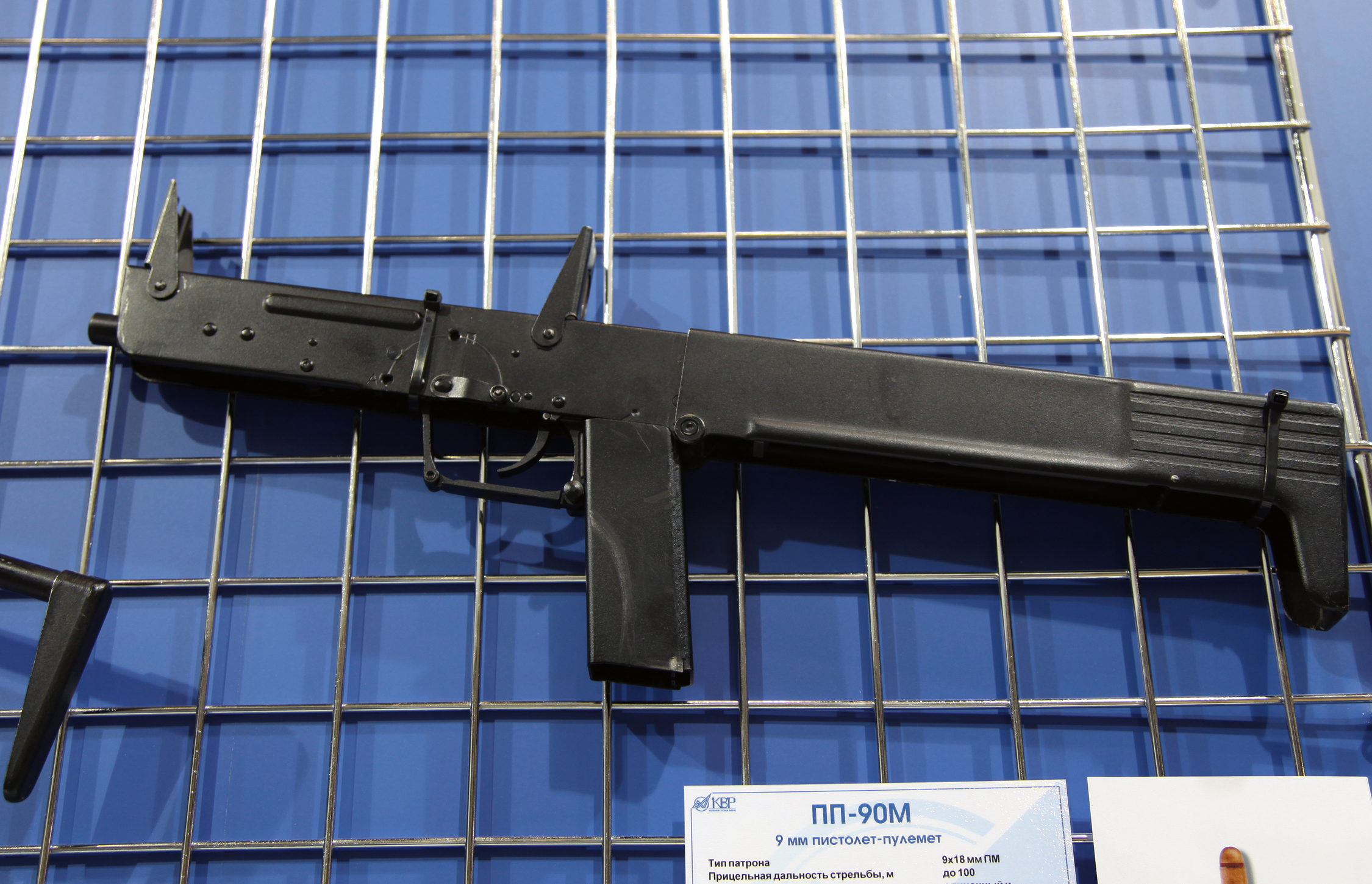
2012年俄羅斯國際軍警安防設備展（Interpolitex 2012）上展出的PP-90M

## 資料來源
1. 1 2 3 4 5  Woźniak, Ryszard. Encyklopedia najnowszej broni palnej - tom 3 M-P. Bellona. 2001. pp271.
2. ↑  Сергей Монетчиков. Оружие спецназа: малогабаритные пистолеты-пулемёты （页面存档备份，存于） // журнал "Братишка", апрель 2003
3. ↑  1995年2月2日哈薩克斯坦共和國政府第110號內閣部長決議“關於哈薩克斯坦共和國‘關於國家控制某些類型的武器流通’的措施落實辦法”（Постановление Кабинета Министров Республики Казахстан № 110 от 2 февраля 1995 г. "О мерах по реализации Закона Республики Казахстан "О государственном контроле за оборотом отдельных видов оружия""）
4. ↑  2003年2月17日哈薩克斯坦共和國政府第163號決議“關於已經批准並列出財政警察有資格申請的武器和專用設備清單”（Постановление Правительства Республики Казахстан № 163 от 17 февраля 2003 года "Об утверждении норм и перечня оружия и специальных средств, которые имеют право применять сотрудники органов финансовой полиции"）
5. ↑  "Агентству таможенного контроля Республики Казахстан в установленном законодательством порядке передать Министерству обороны Республики Казахстан боевое ручное стрелковое оружие - пистолеты-пулеметы ТБК "ПП-90" в количестве 880 единиц... Настоящее постановление вступает в силу со дня подписания."
2003年9月5日哈薩克斯坦共和國政府第902號決議“關於哈薩克斯坦共和國國防部戰鬥手冊及輕武器的轉讓”（Постановление Правительства Республики Казахстан № 902 от 5 сентября 2003 года "О передаче Министерству обороны Республики Казахстан боевого ручного стрелкового оружия"）

## 外部連結
- （俄文）—KBP官方網站（页面存档备份，存于）
- （英文）—Modern Firearms—PP-90 submachine gun（页面存档备份，存于）
- （英文）—Weapon.ge—PP-90（页面存档备份，存于）
- （英文）—The Firearm Blog.com—
  - Kalashnikov Concern, Tula, TsNIITochMash at IDEX（页面存档备份，存于）
  - JSC KBP Instrument Design（页面存档备份，存于）
- （英文）—Tactical-Life.com—10 Russian SMGs Built For Close Quarters Combat（页面存档备份，存于）
- （英文）—Zonawar.ru—PP - 90 and PP - 90M submachine guns
- （俄文）—Энциклопедия Вооружений－ПП-90（页面存档备份，存于）
- （俄文）—описание ПП-90 на сайте gewehr.ru
- （简体中文）—D Boy Gun World（槍炮世界）—PP-90折叠式冲锋枪（页面存档备份，存于）
- （简体中文）—華夏經緯網—蘇聯/俄羅斯衝鋒槍發展使用簡史